# Фігурне катання на зимових Олімпійських іграх 1932 — парне катання
Змагання турніру в парній програмі з фігурного катання на зимових Олімпійських іграх 1932 відбувалися 12 лютого (увечері).
Усі змагання пройшли в Лейк-Плесід на штучній льодовій ковзанці Олімпійської арени. У змаганнях брали участь 14 фігуристів (7 пар) з 4 країн світу.

## Медалісти
| Золото                     | Срібло                         | Бронза                       |
| Андреа Брюне / П'єрр Брюне | Беатрікс Лоран / Шервін Беджер | Емілія Роттер / Ласло Соллаш |
|                            |                                |                              |

## Результати
Рефері:
- Джоел Ліберман

Судді:
- Єне Мінніх
- Інгвар Брін
- Ганс Грунауер
- Вольтер Якобссон
- Жорж Торчон
- Герберт Кларк
- Чарльз Ротч

| П. | Атлети                                     | Країна   | Судді    | Судді    | Судді    | Судді    | Судді   | Судді   | Судді     | Судді     | Судді   | Судді   | Судді           | Судді           | Судді | Судді | СП   | УБ     |
| П. | Атлети                                     | Країна   | Угорщина | Угорщина | Норвегія | Норвегія | Австрія | Австрія | Фінляндія | Фінляндія | Франція | Франція | Велика Британія | Велика Британія | США   | США   | СП   | УБ     |
| П. | Атлети                                     | Країна   | Бали     | П        | Бали     | П        | Бали    | П       | Бали      | П         | Бали    | П       | Бали            | П               | Бали  | П     | СП   | УБ     |
| -- | ------------------------------------------ | -------- | -------- | -------- | -------- | -------- | ------- | ------- | --------- | --------- | ------- | ------- | --------------- | --------------- | ----- | ----- | ---- | ------ |
| 1  | Андреа Брюне / П'єрр Брюне                 | Франція  | 11,2     | 2,5      | 11,0     | 1        | 11,6    | 1,5     | 10,0      | 3         | 11,3    | 1       | 10,5            | 1               | 11,1  | 2     | 14,0 | 100,50 |
| 2  | Беатрікс Лоран / Шервін Беджер             | США      | 11,0     | 4        | 10,9     | 2        | 11,4    | 4       | 11,2      | 1         | 11,1    | 2       | 10,4            | 2               | 11,5  | 1     | 17,0 | 99,25  |
| 3  | Емілія Роттер / Ласло Соллаш               | Угорщина | 12,0     | 1        | 10,8     | 3        | 11,5    | 3       | 9,9       | 4         | 10,9    | 3       | 10,3            | 3               | 11,0  | 3     | 29,0 | 93,25  |
| 4  | Ольга Оргонішта / Шандор Салаї             | Угорщина | 11,2     | 2,5      | 10,6     | 5        | 11,6    | 1,5     | 9,2       | 5         | 9,0     | 5       | 10,0            | 4               | 10,6  | 5     | 43,0 | 87,50  |
| 5  | Конштенс Вілсон-Семюел / Монтгомері Вілсон | Канада   | 10,2     | 5        | 9,3      | 6        | 11,3    | 5       | 8,4       | 6         | 10,1    | 4       | 9,6             | 5               | 10,7  | 4     | 51,0 | 84,00  |
| 6  | Франсес Клоде / Шонсі Бангс                | Канада   | 10,0     | 6        | 10,7     | 4        | 10,3    | 6       | 10,1      | 2         | 8,5     | 6       | 9,1             | 6               | 10,2  | 6     | 54,0 | 83,00  |
| 7  | Гертруда Мередіт / Джозеф Севедж           | США      | 9,1      | 7        | 8,6      | 7        | 9,2     | 7       | 8,0       | 7         | 7,3     | 7       | 8,0             | 7               | 9,6   | 7     | 61,5 | 79,00  |